# Уолш, Шеймус
Шеймус Уолш (англ. Seamus Walsh) — американский мультипликатор, режиссёр, сценарист, продюсер.

## Карьера
Шеймус Уолш начал свою карьеру в 1995 году. Его первой работой стал фильм «Крикуны», где работал ассистентом аниматора. В 2003 году Шеймус с Крисом Финнегэном и Марком Кабальеро решили создать студию «Screen Novelties», тем самым они решили вместе производить и выпускать мультфильмы, короткометражки и спецэффекты (спецэффекты из студии были в сериале «Чаудер»).

## Фильмография
- 1995: Крикуны — ассистент аниматора
- 1998: Старик и гоблины — режиссёр
- 1998—2002: Звёздные бои насмерть — аниматор
- 1999: Graveyard Jamboree with Mysterious Mose — режиссёр
- 2002: The Story of «The Tortoise & the Hare» — режиссёр, продюсер, аниматор
- 2004: Green Screen Show — аниматор
- 2004: Губка Боб Квадратные Штаны (фильм) — аниматор
- 2005—2007: Моральный Орёл — режиссёр анимации, аниматор
- 2006: Робоцып — аниматор
- 2007: Сафари монстров — создатель, сценарист, режиссёр, продюсер, аниматор
- 2007: Чаудер — аниматор
- 2008—2009: Удивительные злоключения Флэпджека — аниматор
- 2009—2017: Губка Боб Квадратные Штаны
  - 2009: Truth or Square — аниматор заставки
  - 2011: Морозные гонки — аниматор, режиссёр
  - 2012: Губка Боб празднует Рождество — аниматор, дизайнер персонажей, режиссёр
  - 2017: Жуткая легенда Бикини Боттом — аниматор, дизайнер персонажей, режиссёр
- 2016: Харви Бикс — аниматор, режиссёр